# Claviculário eletrônico
Um claviculário eletrônico é um equipamento utilizado para guardar grandes números de chaves. Aplica-se na arquitetura e na decoração de interiores, além de ser um equipamento de segurança para estruturas públicas e privadas.